# آرخنییا
آرخُنییا (به اسپانیایی: Arjonilla) یکی از دهستان‌های استان خائن در کشور اسپانیا است. این شهر با مساحت ۴۲٫۴ کیلومتر مربع، ۳۸۳۰ تن جمعیت دارد.